# Aa-ma-cheru
Aa-ma-cheru – według papirusu Ani lwiogłowy bóg strażnik.